# Скала
Скала́ — каменная глыба с крутыми склонами и острыми выступами; выход каменных горных пород с крутыми или отвесными склонами и обычно остроконечными вершинами. Скалы, окружённые водой, представляют собой небольшой остров.

## Описание
Скалы не покрыты или покрыты незначительно высшими растениями: обычно растительность составляют мхи, водоросли и лишайники.
Скалы могут находиться на значительном расстоянии от моря или океана, образовывать берег, выступать над водной поверхностью в виде небольшого острова или подниматься над глубинами на незначительном расстоянии от поверхности моря.
Считать выступающую над поверхностью воды сушу скалой или уже островом — существенный довод в международных спорах о делимитации границ: см. например территориальный спор между Украиной и Румынией.

## Фотогалерея

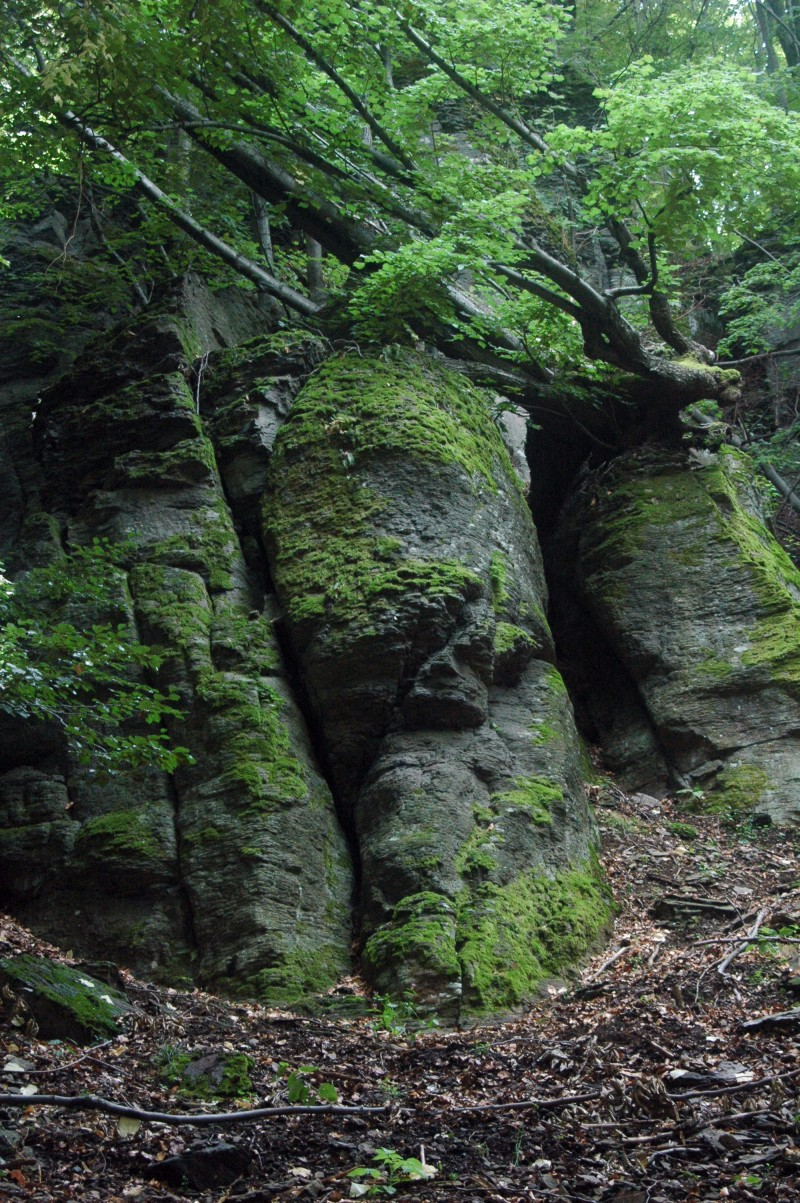
Подградские скалы, Втачник
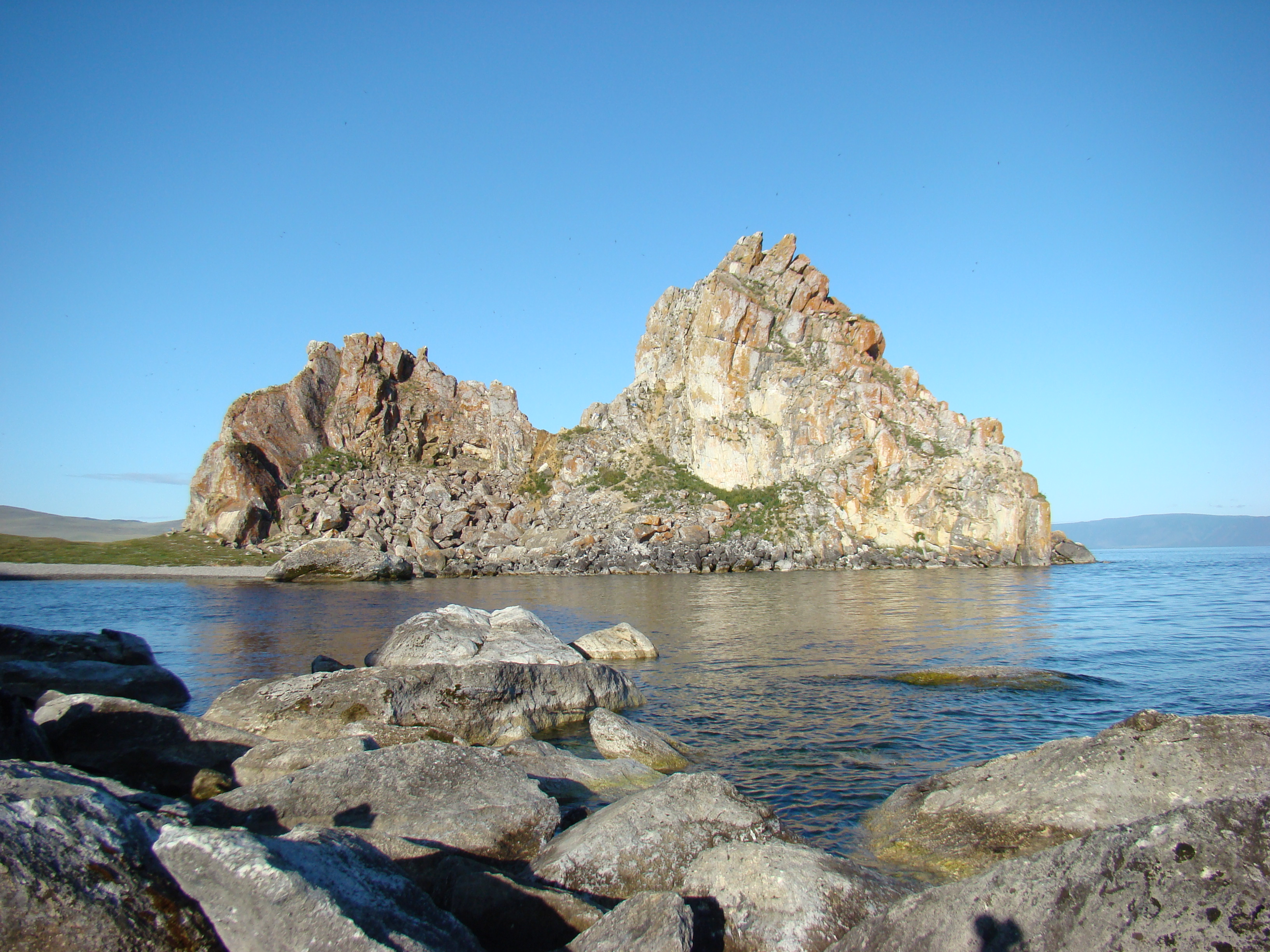
Скала на острове Ольхон
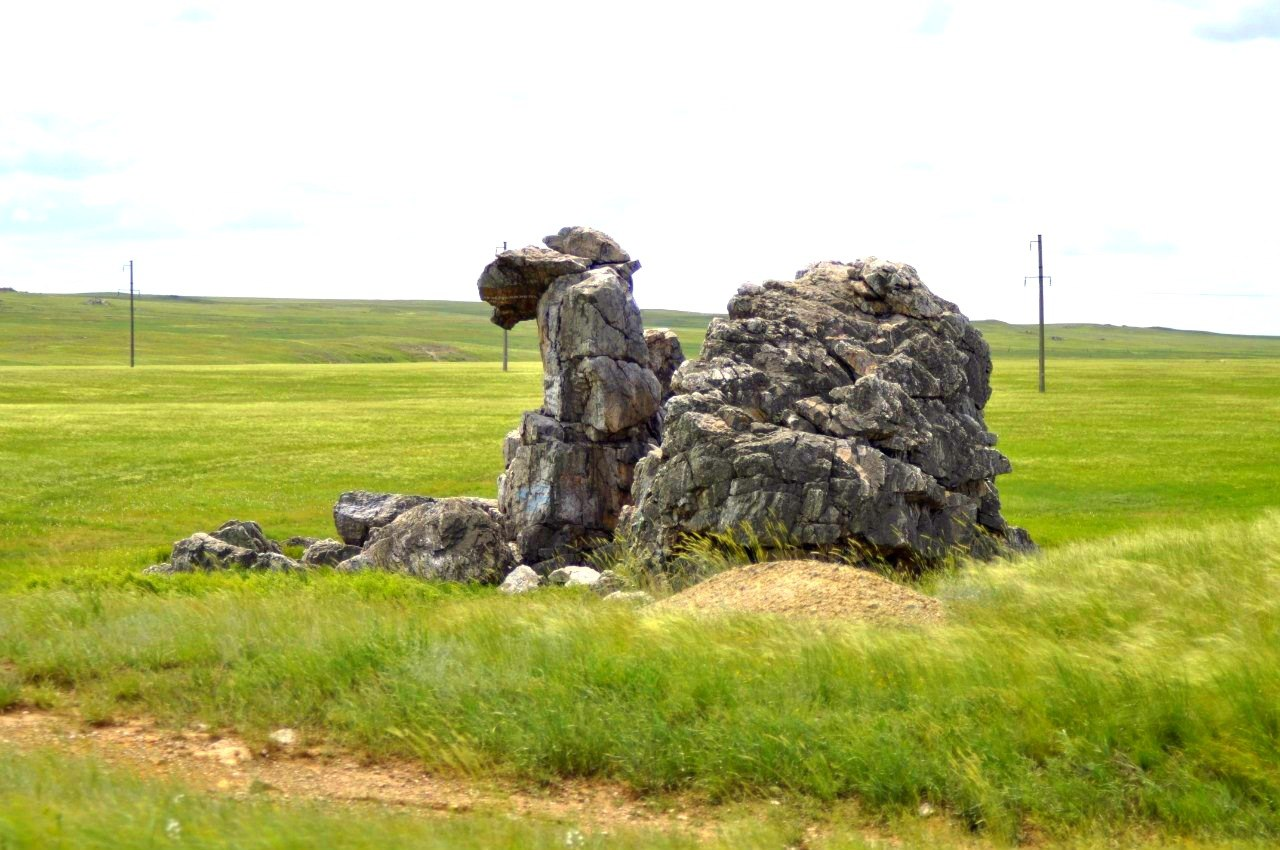
Скала Верблюд